# Musée d'Édimbourg
 (janvier 2019).
Le musée d'Édimbourg (en anglais, Museum of Edinburgh), anciennement connu sous le nom de Huntly House Museum, est un musée d'Édimbourg, en Écosse, qui abrite une collection sur les origines, l'histoire et les légendes de la ville.  Les pièces exposées comprennent une copie originale de la convention nationale signée à Greyfriars Kirk en 1638, une reconstruction du siège du maréchal Earl Haig sur le front occidental pendant la Première Guerre mondiale, ainsi que des objets légués au musée. 
Situé dans la Huntly House datant de la fin du XVIe siècle sur le Royal Mile, le musée est géré par le conseil municipal de la ville d'Édimbourg .